# Drukqs
Albums de Aphex Twin
(Richard D. James)
Windowlicker
(1999) Analord 10
(2005)
Drukqs (stylisé drukQs) est un album d'Aphex Twin sorti en 2001 sur le label Warp Records.
Les 30 morceaux, pour la plupart identifiés par des titres en cornique, balancent entre piano normal, piano préparé, et instruments électroniques (samplers, sequencers, MAO et l'utilisation du Yamaha Disklavier).

## Style
Dans les quelques interviews que Richard David James, alias Aphex Twin, donne durant la promo de l'album, il fait souvent référence à Erik Satie. Drukqs offre un mélange un peu aléatoire de morceaux entièrement composés au piano (Strotha Tynhe, Avril 14th, Nanou2...) et des bombes électroniques (54 Cymru Beats, Mt Saint Michel + St Michaels mount, Afx237 V.7...).

## Réception
Selon AllMusic, avec Drukqs, « les fans ont vite compris que toutes les œuvres d’Aphex Twin n’étaient pas du pur génie ». L'album est « un mélange de matériel qui semble avoir été pioché sur au moins trois périodes distinctes, s'étendant sur une décennie entière de la carrière de Richard D. James ». Si l'album divise, certains morceaux retiennent l'attention, comme "Avril 14th" : James y laisse de côté ses synthés pour enregistrer cette pièce avec un instrument acoustique (un Yamaha Disklavier), doté d’un mécanisme permettant de jouer les notes sans intervention humaine : le léger "clic" produit par le mécanisme est d'ailleurs clairement audible. En 2017, FACT considère "Avril 14th" comme « un incontournable de la culture pop ».